# Damoh
Damoh là một thành phố và khu đô thị của quận Damoh thuộc bang Madhya Pradesh, Ấn Độ.

## Địa lý
Damoh có vị trí 21°53′B 80°47′Đ / 21,88°B 80,78°Đ Nó có độ cao trung bình là 595 mét (1952 feet).

## Nhân khẩu
Theo điều tra dân số năm 2001 của Ấn Độ, Damoh có dân số 112.160 người. Phái nam chiếm 53% tổng số dân và phái nữ chiếm 47%. Damoh có tỷ lệ 73% biết đọc biết viết, cao hơn tỷ lệ trung bình toàn quốc là 59,5%: tỷ lệ cho phái nam là 79%, và tỷ lệ cho phái nữ là 66%. Tại Damoh, 14% dân số nhỏ hơn 6 tuổi.